# Prok
Prok (en népalais : प्रोक) est un comité de développement villageois du Népal situé dans le district de Gorkha. Au recensement de 2011, il comptait 575 habitants.